# Syngonanthus lanceolatus
Syngonanthus lanceolatus är en gräsväxtart som beskrevs av Silveira. Syngonanthus lanceolatus ingår i släktet Syngonanthus och familjen Eriocaulaceae. Inga underarter finns listade i Catalogue of Life.